# Áed (prénom)
Áed est un prénom masculin d'origine irlandaise et écossaise.

## Étymologie
Áed est basé sur la racine gaëlique aedu signifiant « feu ». Selon Christian-J. Guyonvarc'h et Françoise Le Roux, le patronyme est étymologiquement apparenté au gaulois Aedui qui a donné son nom aux Éduens.

## Variantes
- Aedan - Aodan - Aodh - Aodha - Aodhán

## Formes
- formes gaëliques : Aidan - Aydan - Edan
- formes galloises : Aedd - Aeddan

## Personnalités portant ce prénom

### Aed
- Aed Mac Ainine, poète condamné à la noyade par le roi Conchobar Mac Nessa pour avoir couché avec la reine d'Ulster ;
- Áed Ruad (Aed le rouge), l'un des trois rois régnant en alternance sur l'Ulster, dans la légende de Macha ;
- Aed est roi d'Écosse de 877 à 878.
- Aed, mormaer de Moray, un chef écossais ;
- Áed Findliath, Ard ri Erenn (souverain irlandais)
- Áed mac Ainmerech Ard ri Erenn dans l'histoire de Saint-Colomba, roi qui chasse les poètes bardiques d'Irlande ;
- Áed Sláine Ard ri Erenn

### Aedan
- Áedán mac Gabráin, roi de Dal Riada de 574 à 608 ;

- Aeddan ap Blegywryd, roi de Gwynedd  (mort en 1018)